# Schweitzer Fachinformationen
Schweitzer Fachinformationen oHG ist ein Fachinformationshandel für Recht und Beratung sowie Unternehmen, öffentliche Verwaltungen und Bibliotheken für Lösungen zum Beschaffen, Verwalten und Nutzen von digitalen und gedruckten Medien. Die Unternehmen der Schweitzer Fachinformationen haben über 550 Beschäftigte. Die Zielgruppen von Schweitzer sind Anwälte, Wirtschaftsprüfer und Steuerberater sowie Unternehmen, öffentliche Verwaltungen und Bibliotheken.

## Geschichte
Nach dem erfolglosen Versuch, in Regensburg eine Konzession für ein »Kommissions- und Schreib-Bureau« zu erhalten, übersiedelte der Bezirksamtsschreiber Johan Baptist Schweitzer nach München, wo er im Oktober 1868 eine Buchhandlung gründete, die er zunächst von seiner Wohnadresse aus führte. 1871 bezog er mit seinem Geschäft am Maximiliansplatz eigene Räume.
Nach dem Verkauf der Buchhandlung im Jahr 1883 an den gelernten Buchhändler wurde diese zunächst als allgemeine Buchhandlung fortgeführt, mit dem Einstieg des Buchhändlers Joseph Eichbichler als Teilhaber zwei Jahre später setzte die Spezialisierung auf juristische und staatswissenschaftliche Literatur ein.

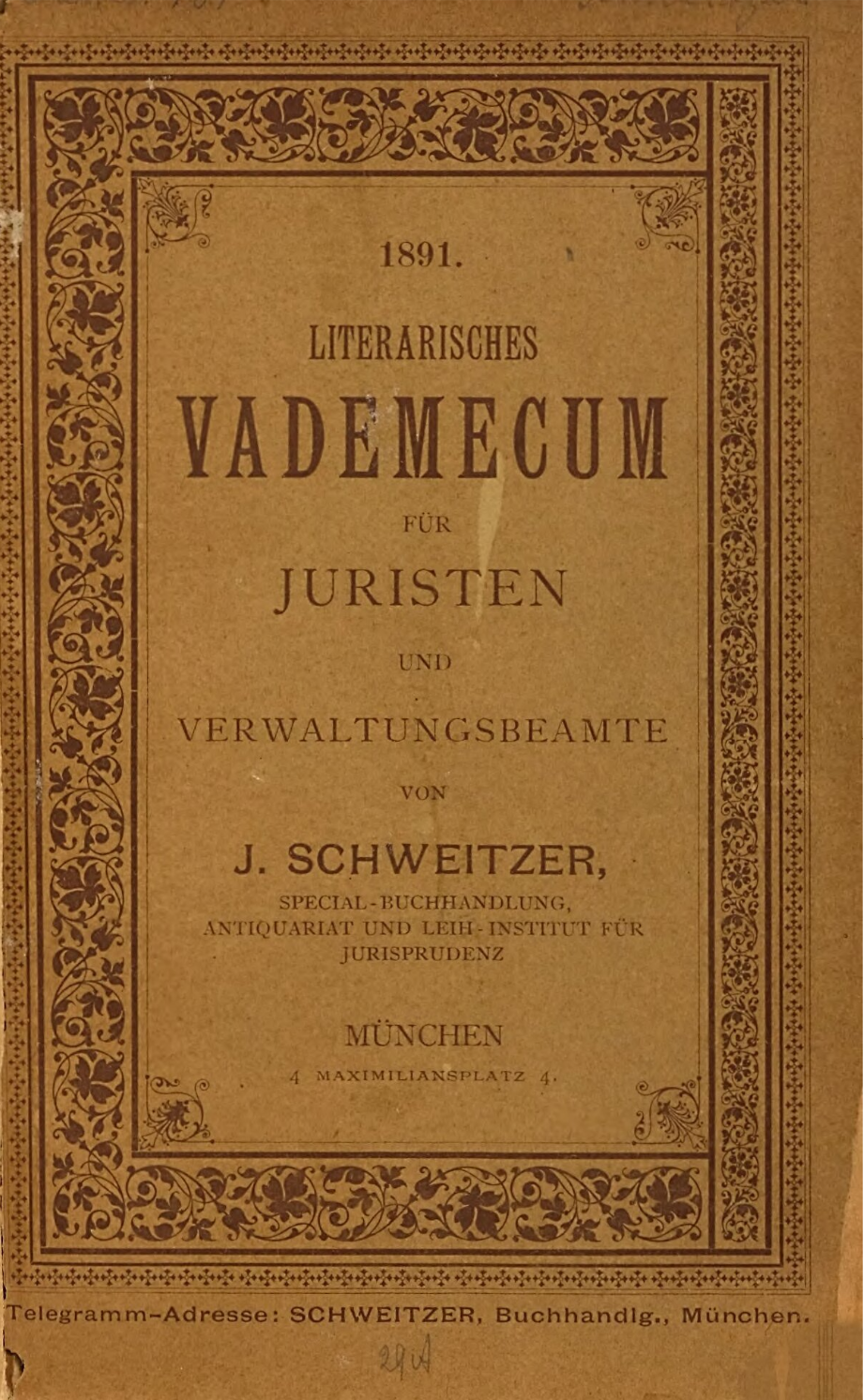
Titelbild des Schweitzer Vademecums 1891

Auf Eichbichler geht ein bis heute fortgeführter Literaturkatalog für juristische Literatur zurück, das »Schweitzer Vademecum«. Geordnet nach Gesetzen, Verordnungen oder Autoren ist darin die relevante juristische Fachliteratur verzeichnet. Die erste Ausgabe erschien gedruckt 1891, heute wird das »Vademecum« digital zur Verfügung gestellt.
1893 erwarb Arthur Sellier die Buchhandlung, veräußerte kurz darauf die Restbestände nicht-juristischer Literatur und benannte das Unternehmen in »J. Schweitzer Sortiment« um. Nach Eichbichlers Tod kaufte er auch den J. Schweitzer Verlag hinzu, in dem bis dahin juristische Zeitschriften erschienen. Dort erschien kurz darauf erstmals der BGB-Kommentar von Julius von Staudinger. Im Jahr 1900 zog die Buchhandlung an den Lenbachplatz in unmittelbarer Nähe des Justizpalastes. Für die folgenden 125 Jahre blieb das Schweitzer Sortiment am Lenbachplatz vertreten, ehe der Standort 2025 geschlossen wurde.
In der Zeit bis zum Ersten Weltkrieg expandiert das Unternehmen erheblich. Neben der Einrichtung einer Verlagsfiliale in Berlin werden die Druckerei Datterei in Freising und die juristischen Verlage A.G. Sebald (Nürnberg) und H.W. Müller (Berlin) erworben. 1919 treten die beiden Söhne Selliers, Arthur Louis und Robert, als Teilhaber in die Unternehmen ein. Am 1. April 1928 wird eine Sortiments-Filiale in Berlin eröffnet. Mit der Machtergreifung der Nationalsozialisten werden die jüdischen Autoren aus den Werken des Verlages entfernt. Arthur Sellier jun. tritt 1933 der NSDAP bei und ist Gründungsmitglied der Akademie für deutsches Recht. 1939 erwirbt der Verlag Walter de Gruyter Anteile am Verlag J. Schweitzer. Die Buchhandlung wird am 25. April 1944 bei einem Fliegerangriff auf München zerstört.
Nach dem Ende des Zweiten Weltkriegs werden die Unternehmen getrennt: Der Verlag und die Druckerei werden von Arthur Louis bzw. Robert Sellier weitergeführt, die Buchhandlung wird an Gustav Habecker verkauft. Nach mehreren Jahren in einem Interim eröffnete die Buchhandlung 1950 wieder am Lenbachplatz, in einem Neubau, den Habecker mitfinanziert hatte. 1952 erschien die erste Nachkriegsausgabe des »Vademecum«.
1971 verkaufte Maria Habecker, nach dem Tod ihres Mannes 1962 alleinige Inhaberin, die Buchhandlung an den Verlag C. H. Beck.
Die Buchhandlung wurde als eigenständiges Unternehmen fortgeführt. Im Jahr 1978 begann mit dem Kauf der Universitätsbuchhandlung Dr. J.C. Witsch Köln eine Expansion, die besonders nach 1990 voranschreitet. Häufig handelte es sich um Zukäufe von Fachbuchhandlungen, die aus wirtschaftlichen oder Altersgründen aufgegeben wurden. Die dadurch entstehende Unternehmensgruppe trat ab dem Jahr 2000 unter dem Namen »Schweitzer« (ohne »J.«) auf.

## Schweitzer Fachinformationen heute
Im Segment der Fachinformationen schreitet die Digitalisierung schneller voran als in anderen Segmenten des Buchmarktes. Bei Schweitzer Fachinformationen vollzog sich daher ein Strategiewechsel. Deutlichsten Ausdruck findet dieser in der Aufgabe von Ladengeschäften zugunsten von Bürostandorten. Insbesondere nach 2020 nahm die Zahl an Ladenschließungen deutlich zu. Auch die 2022 begonnene Kooperation mit Hugendubel wurde 2025 beendet.
Parallel dazu wurde in die Entwicklung eigener digitaler Produkte investiert, um sich als zentraler Beschaffungsdienstleister zu positionieren. Beispielsweise wurde hierzu 2020 der ePaper-Anbieter iKiosk von Axel Springer übernommen und seither als eigenes Produkt weiterentwickelt. Weitere zentrale Produkte sind das Schweitzer Mediacenter (Plattform für Fachdatenbanken mit Single-Sign-On, Metasuche), Schweitzer Connect (Verwaltungstool), Schweitzer Zeitschrifteninhaltsdienst (verlagsübergreifendes ToC-Alerting für Fachzeitschriften) und der Schweitzer Verkündungsdienst (Datenbank für Gesetzes- und Verordnungsblätter).

## Gliederung
Die Buchhandlungen der Schweitzer Buchhandelsgruppe firmieren seit 2008 einheitlich unter dem Namen Schweitzer Fachinformationen. Seither wurden zahlreiche Einzelunternehmen sukzessive verschmolzen.
Aktuell sind im Verbund Schweitzer Fachinformationen  folgende Firmen zusammengeschlossen:
- Schweitzer Fachinformationen oHG (Berlin, Bremen, Frankfurt, Göttingen, Hamburg, Hannover, Mainz, München, Nürnberg, Oldenburg, Potsdam, Regensburg)
- Goethe + Schweitzer GmbH (Bonn, Chemnitz, Dortmund, Dresden, Düsseldorf, Leipzig)
- Hoser & Mende KG (Karlsruhe, Ludwigshafen, Mannheim, Stuttgart, Tübingen)